# Pine Hill (Alabama)
Pine Hill – miasto w Stanach Zjednoczonych, w stanie Alabama, w hrabstwie Wilcox. W roku 2023 miasto zamieszkiwało 712 osób, a gęstość zaludnienia wynosiła 71,2 osoby/km².